# Gens Vitellia
La gens Vitellia era una famiglia romana di origini dibattute, ricordata dallo storico Svetonio. Talvolta nelle iscrizioni è scritta come Vitullius.

## Storia
Svetonio riporta due diverse versioni delle origini della gens Vitellia: una afferma che sarebbero discendenti degli antichi sovrani del Lazio; l'altra descrive la famiglia come di umili origini (facendo derivare il nome dal cognomen Vitulus). Il biografo osserva che le versioni potrebbero essere frutto l'una dei sostenitori l'altra dei nemici del personaggio più illustre di tale famiglia, l'imperatore Aulo Vitellio Germanico. Tuttavia entrambe le versioni erano già in circolazione prima che Aulo Vitellio Germanico raggiungesse quella carica.
Perorando la tesi dell'antichità della famiglia, Svetonio racconta che un certo Quinto Elogio dedicò al senatore Quinto Vitellio un opuscolo nel quale erano raccontate le origini della sua famiglia. Tale libriccino riferiva che le origini della casata risalissero a Fauno, dio dei pascoli, delle selve, delle foreste, della natura, dei campi, dell'agricoltura, della campagna e della pastorizia, (nipote di Saturno o di Marte, figlio di Pico e Canente o Pomona e, secondo l'Eneide, padre di Latino), e a una certa Vitellia.
Secondo questa tradizione, la famiglia arrivò a Roma dalla Sabina, e, a causa della nobiltà delle origini, i suoi membri furono inclusi tra i patrizi. Prova dell'esistenza di questi primi re sarebbe la via Vitellia, una strada che dal Gianicolo portava al mare e una colonia Vitellia nel territorio degli Equi.
Tito Livio afferma che due fratelli di questa famiglia, Tito e Tiberio, furono tra i principali sostenitori di Tarquinio il Superbo nel suo tentativo di riconquistare il trono. Questi erano figli di Vitellia, appartenente alla stessa gens, e Lucio Giunio Bruto, primo console di Roma, che fu costretto a far decapitare i due giovani per aver tradito la patria, andando contro al vincolo familiare che li legava.
D'altra parte, Cassio Severo (oratore e scrittore di satire all'epoca di Augusto e Tiberio), e altri hanno ritenuto che la gens Vitellia fosse di umili origini: il fondatore della famiglia fu, a detta loro, un liberto che aveva avuto un figlio da una prostituta, e che l'unico figlio si unì all'ordine equestre solo grazie alle ingenti ricchezze accumulate.
Svetonio lascia la questione delle origini della gens senza risposta.
Lo stesso storico afferma che, in seguito, la famiglia si sarebbe stanziata a Nuceria Alfaterna. Tale circostanza sarebbe stata archeologicamente confermata dal ritrovamento di un titulo dipinto pompeiano, relativo a un P. Vitellius "la cui carica è illeggibile, mentre risulta chiaro l'appellativo Constantia, riferito alla nostra colonia di Nuceria". Tale iscrizione si riferirebbe a Publio Vitellio il Vecchio (padre di Lucio Vitellio il Vecchio).

## Personaggi illustri
- Vitellia, moglie di Lucio Giunio Bruto, primo console di Roma, e i suoi figli Tito e Tiberio;
- Quinto Vitellio, questore sotto Augusto;
- Publio Vitellio il Vecchio, Procurator Augusti;
- Aulo Vitellio, console nel 32;
- Quinto Vitellio, ex senatore;
- Publio Vitellio il Giovane, ufficiale sotto Gaio Giulio Cesare Claudiano Germanico;
- Lucio Vitellio il Vecchio, console e governatore in Siria sotto Tiberio.
- Lucio Vitellio il Giovane, secondo figlio di Lucio Vitellio il Vecchio e Sextilia e fratello minore dell'imperatore Aulo Vitellio Germanico. Fu console nel 48. Lucio diventò vice-governatore e proconsole dell'Africa sotto il regno del fratello, tra il 61 e il 62.
- Publio Vitellio Saturnino; prefetto di una legione dell'imperatore Otone[8].
- Aulo Vitellio Germanico, imperatore dal 16 aprile al 22 dicembre del 69.
- Vitellio Germanico, figlio dell'imperatore;
- Vitellio Petroniano, figlio dell'imperatore;
- Vitellia, figlia dell'imperatore;
- Marco Flavio Vitellio Seleuco.